# Power Station Warszawa-Kawcyn
Power Station Warszawa-Kawcyn foi construída na cidade de Varsóvia, Polónia. Tem 300 m (984 pés) e é actualmente a 45ª torre mais alta do mundo.